# Saint-Loup-Géanges
Saint-Loup-Géanges là một xã ở tỉnh Saône-et-Loire trong vùng Bourgogne nước Pháp.
Tên cũ là Saint-Loup-de-la-Salle, làng này đã được hợp nhất với làng Géanges vào ngày 1 tháng 1 năm 2003; tên được đổi thành Saint-Loup-Géanges.

## Thông tin nhân khẩu
Theo điều tra dân số năm 1999, xã này có dân số 1.128 (Saint-Loup-de-la-Salle: 765, and Géanges: 363).
Con số ước tính năm 2005 là 1.380.